# ژرف‌نمایی جوی
پرسپکتیو هوایی یا ژرفانمایی هوایی (جوّی) به اثری گفته می‌شود که اتمسفر روی تصویر یک شیء می‌گذارد و باعث می‌شود آن شیء، دورتر به نظر آید. در فرم‌هایی که در فضاهای دورتر قرار می‌گیرند به نوعی تغییرات رنگی ایجاد می‌شود. در چنین حالتی فرم‌ها اغلب روشن‌تر، سردتر و بیشتر متمایل به رنگ آبی و خاکستری به چشم می‌آیند. این اتفاق با توجه به لایه رطوبت، گرد و غبار و ذرات معلق آلاینده‌ها که در فاصله بین ناظر و فرم قرار گرفته، صحیح به نظر می‌رسد. این پدیده به پرسپکتیو جوَی تعبیر می‌شود. در این تکنیک نقاشی به ویژه از رنگ برای عمق‌بخشی به تصویر استفاده می‌شود و بر اساس مشاهدات در هوای آزاد است که توسط نقاش برای رسیدن به اثر دلخواه استفاده می‌شود.
اثرهای فاصله روی رنگ‌ها در یک منظره:
- کاهش کنتراست و جزئیات آن و در نتیجه کمتر دیده شدن بخش‌های انتخابی نقاش
- یکنواختگی و در هم آمیزی رنگ‌های پس‌زمینه
- آبی تیره به نظر رسیدن قسمت‌های تاریک، اثری که به ویژه در روزهای آفتابی تابستان فقط از فاصله‌های خیلی دور دیده می‌شود.[۳]

رنگ‌های سرد شامل طیف رنگ‌های سبزآبی، آبی و بنفش آبی، اشیاء را در فاصله دورتری از دید ناظر قرار می‌دهند؛ برعکس رنگ‌های مکمل آن‌ها در دایره رنگ که رنگ‌های گرم هستند، طیف رنگ‌های قرمز، زردقرمز و زرد باعث نزدیک تر به نظر رسیدن سطوح و اشیاء در چشم ناظر می‌شوند. این تأثیر، به‌خصوص زمانی که این دسته از رنگ‌ها با دسته رنگ‌های سرد استفاده می‌شوند بیشتر می‌شود. موقعیت رنگ‌ها در فضا به تجزیه طیف رنگ در عدسی چشم ما نیز بستگی دارد. طیف رنگ‌های قرمز در نقطه‌ای پشت شبکیه و رنگ‌های مایل به آبی در نقطه‌ای واقع در جلوی شبکیه قرار می‌گیرند. در تمرکز روی تصاویر متمایل به طیف قرمز، عدسی چشم به صورت محدب و برای تمرکز روی تصاویر متمایل به آبی، عدسی چشم به صورت مقعر در می‌آید. وضعیت مقعر عدسی‌ها تصاویرمتمایل به آبی رابه سمت عقب می‌کشد در نتیجه این تصاویرکوچک ترو دورتربه نظرمی رسند.

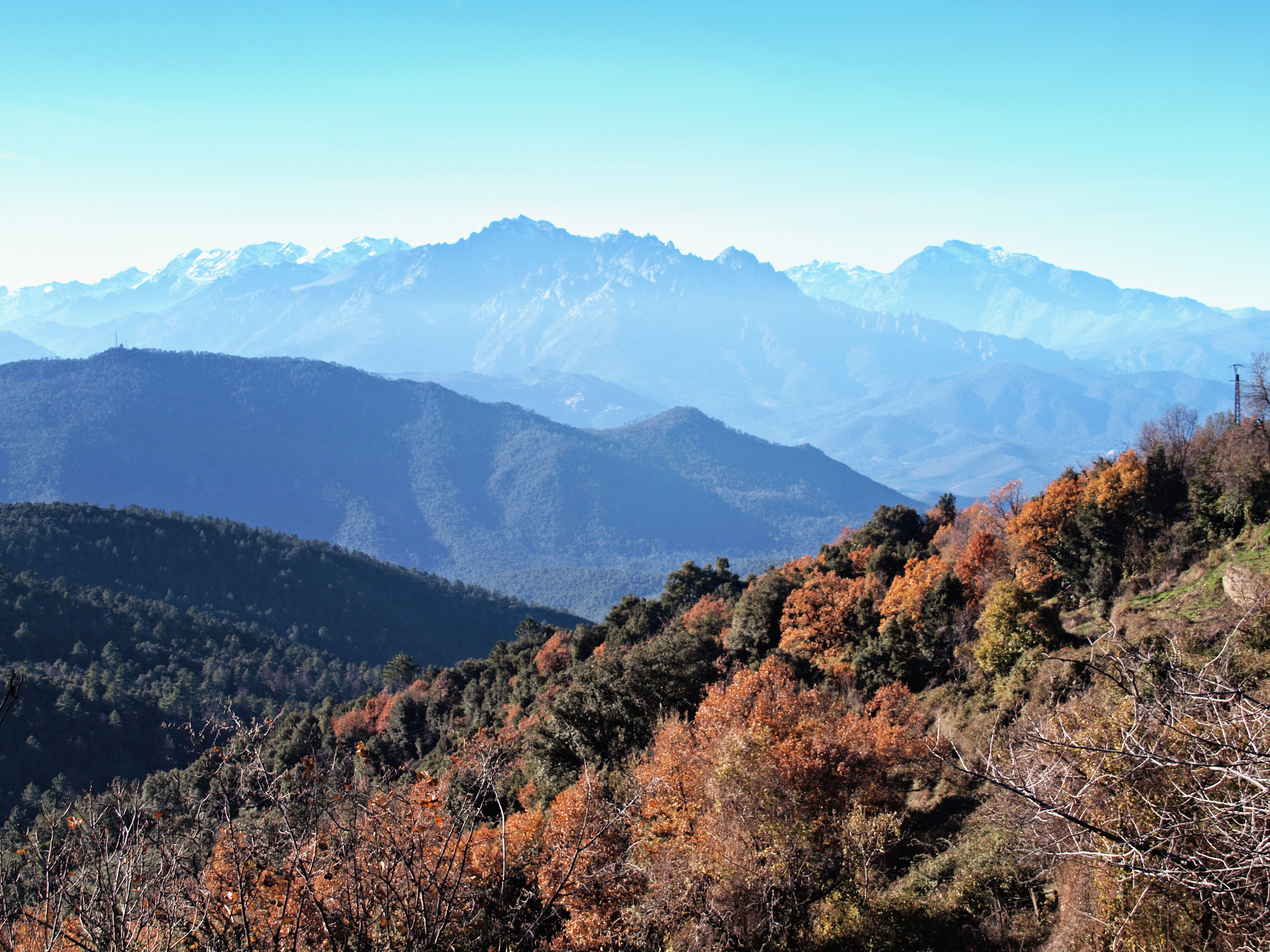
پرسپکتیو هوایی در عکاسی
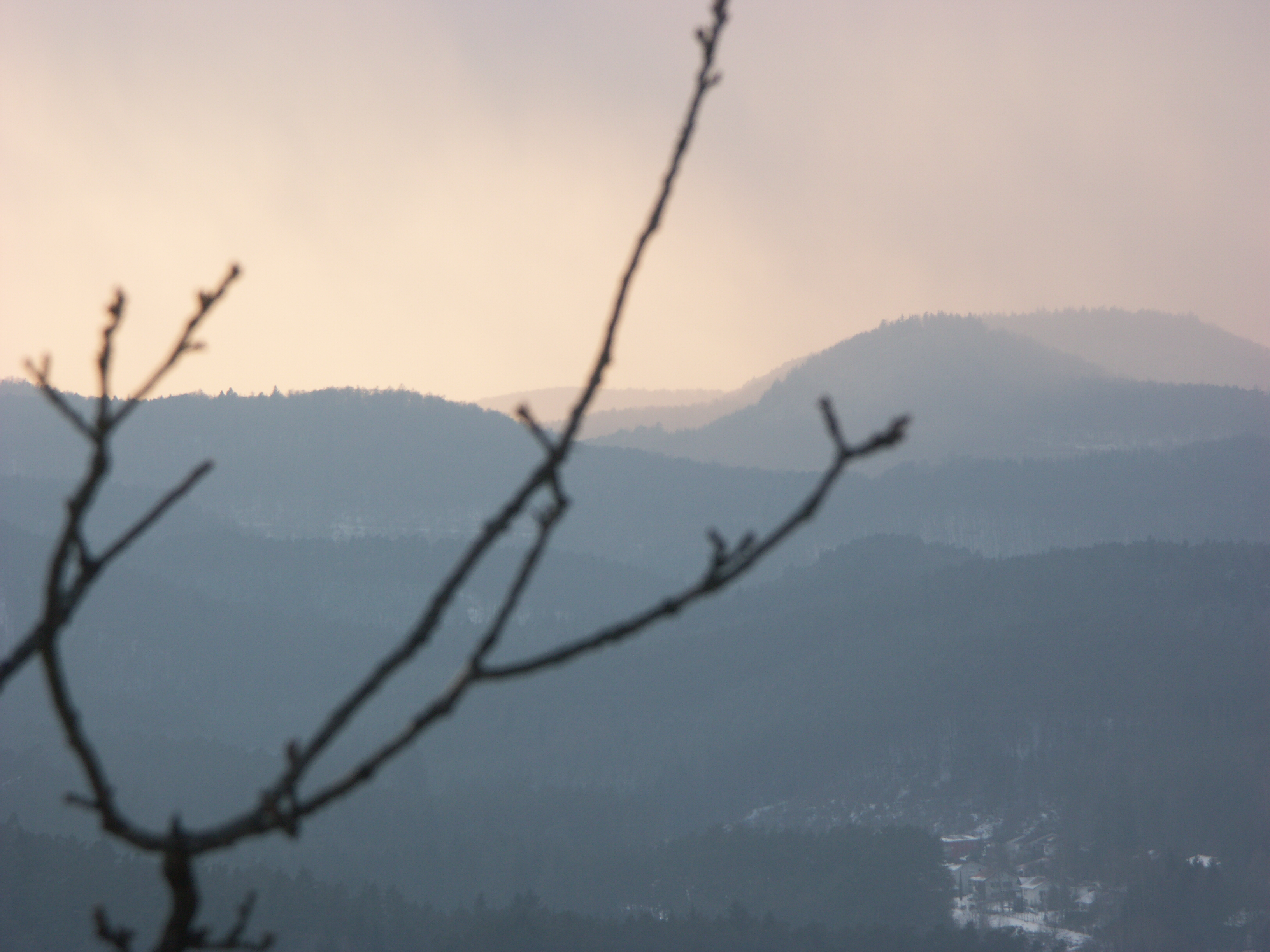